# Tuvmyrtjärnen, Jämtland
Tuvmyrtjärnen är en sjö i Bräcke kommun i Jämtland och ingår i Indalsälvens huvudavrinningsområde. Sjön har en area på 0,0738 kvadratkilometer och ligger 372,1 meter över havet. Sjön avvattnas av vattendraget Örebäcken.

## Delavrinningsområde
Tuvmyrtjärnen ingår i det delavrinningsområde (699866-146891) som SMHI kallar för Mynnar i Drögbäcken. Medelhöjden är 379 meter över havet och ytan är 7,73 kvadratkilometer. Det finns inga avrinningsområden uppströms utan avrinningsområdet är högsta punkten. Örebäcken som avvattnar avrinningsområdet har biflödesordning 4, vilket innebär att vattnet flödar genom totalt 4 vattendrag innan det når havet efter 203 kilometer. Avrinningsområdet består mestadels av skog (86 procent). Avrinningsområdet har 0,21 kvadratkilometer vattenytor vilket ger det en sjöprocent på 2,8 procent.